# هوبير إس. إليس
هوبير إس. إليس (بالإنجليزية: Hubert S. Ellis) هو سياسي أمريكي، ولد في 6 يوليو 1887 في الولايات المتحدة، وتوفي في 3 ديسمبر 1959 في نفس البلد. حزبياً، نشط في الحزب الجمهوري. وقد انتخب عضو مجلس النواب الأمريكي.